# Birra Peroni

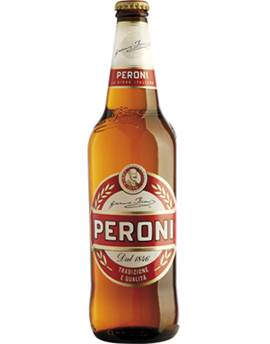
Birra Peroni

La Birra Peroni es una cerveza lager italiana producida por la empresa homónima desde 1846. Desde octubre de 2016 forma parte del grupo japonés Asahi Breweries. Es elaborada en los establecimientos del grupo situados en Roma, Padua y Bari, mientras que la malta proviene de la maltería Saplo de Pomezia.

## Historia
La cerveza Peroni nace en 1846 en Vigevano por obra de Francesco Peroni. En 1864 se inaugura un segundo establecimiento en Roma. En 1872 el establecimiento se traslada de la zona de plaza de España a Borgo Santo Espíritu, antes del definitivo traslado a la zona del Coliseo, que tuvo lugar en 1890.
A partir de 1867 la compañía comienza a ser gestionada por Giovanni Peroni, hijo de Francesco, ayudado por su hermano Cesare, quien realiza viajes a Alemania para estudiar el método de fabricación de la cerveza a baja fermentación: de estos viajes surge el inicio de la producción de dos tipologías de cerveza a baja fermentación: la Viena del color amarillo y ligeramente amarga y la Munich o Baviera, cerveza oscura de sabor más dulce.
Con la adquisición en 1901 de la Sociedad romana de la fabricación del hielo y nieve artificial, la empresa incrementa su presencia en la zona romana, también gracias a un equipo de carros a tracción animal destinados al reparto de la cerveza.
En los primeros años de 1900 se promueve la difusión en el mercado de la cerveza Peroni por medio de publicidades gráficas con la figura del camarero o de mascotas populares, personajes como por ejemplo el ciociaretto, que debe su nombre a las ciocie, típicos calzados con cordones usados por los pastores en el bajo Lacio.
En 1924 se inaugura el nuevo establecimiento productivo de Bari, que en régimen llega a producir 25.000 hectolitros al año de cerveza Peroni frente a una producción total anual de 150.000 hectolitros. A finales de los años 20 se lanza un nuevo formato de 20 centilitros, el "Peroncino", que tendrá gran suceso hasta la década del 60 y será luego reintroducido en el mercado a partir de 2015 después de años de ausencia.
A partir de los años 60 la Peroni conoce un periodo de difusión en todo Italia, gracias al eslogan Llamame Peroni, seré tu cerveza y a una serie de campañas publicitarias: la primera tiene como protagonista la modelo alemana Solvi Stübing y luego Jo Whine, Michelle Gastar, Anneline Kiel, Lee Richard, Milly Carlucci, Filippa Lagerbäck, Adriana Sklenaříková, Jennifer Driver y Camilla Vest.

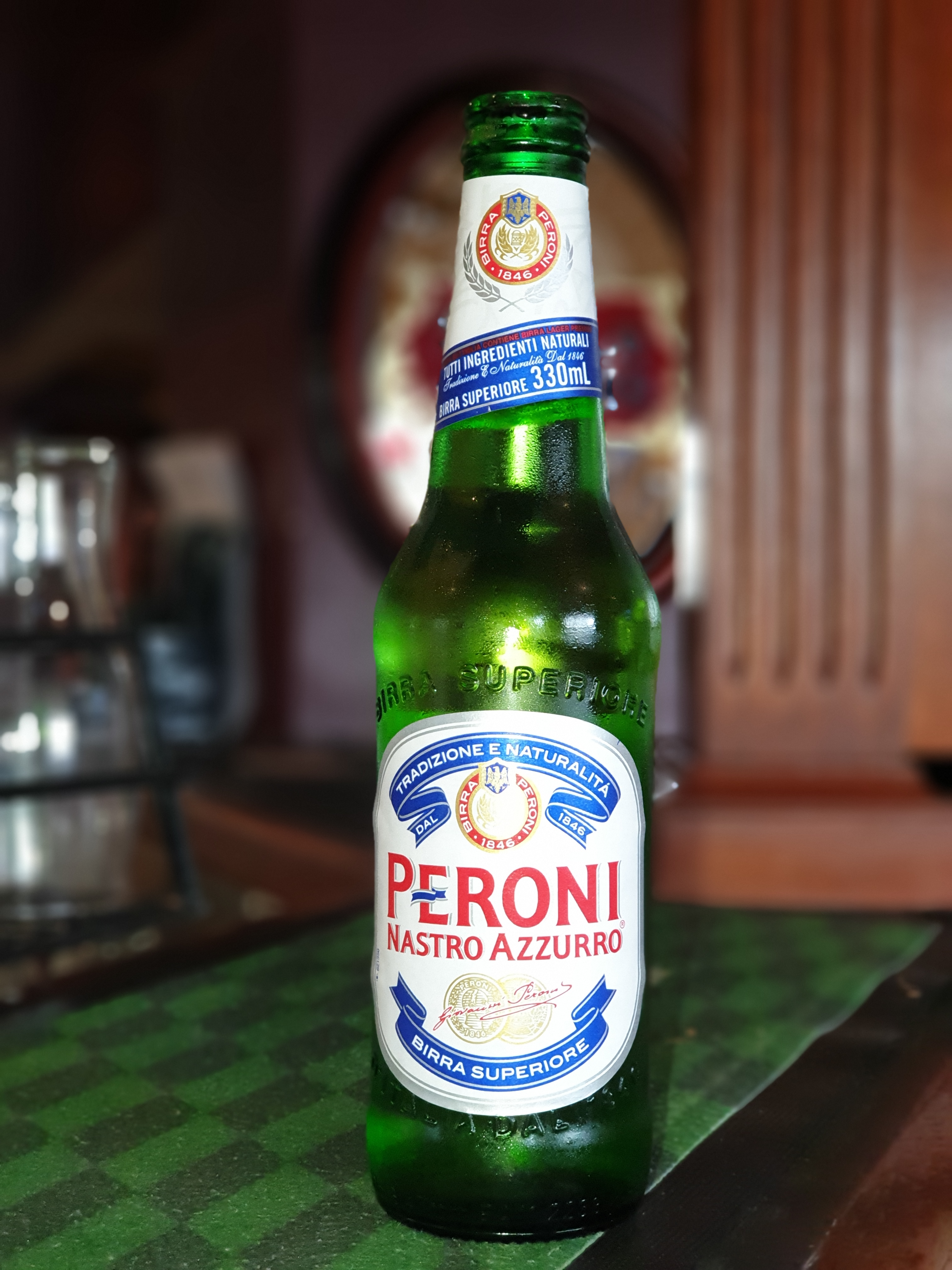
Botellín de Peroni Nastro Azzurro

En 1963 se lanza al mercado la cerveza Nastro Azzurro, que debe su nombre a la condecoración Banda Azul, otorgada en 1933 al transatlántico italiano Rex. En un primer momento el nuevo producto tuvo poco éxito en el mercado. Sin embargo, en los dos años siguientes a su lanzamiento, se modificó bajándole la graduación alcohólica y haciéndolo menos amargo, empezando a aumentar gradualmente su difusión hasta convertirse en los 2000 en la cerveza italiana más vendida en los mercados extranjeros. En muchos de éstos, como en Colombia, es vendida con el doble nombre Peroni - Nastro Azzurro, y es considerada una cerveza premium, consumida sólo en los locales más lujosos y a la moda.
También en los años sesenta se abre una oficina comercial en New York, dando así inicio a la exportación hacia los Estados Unidos.
En 2001 la Peroni vence la medalla de oro del American Tasting Institute, mientras que en 2006 se la premia con el sello de calidad de plata otorgado por el instituto Monde Selection de Bruselas.
En 2010 se asiste a un progresivo aumento de la gama de productos con la elaboración de nuevas variantes entre las que se encuentran la Peroni sin gluten, lanzada en 2014, así como la Peroni Chill Lemon, un radler aromatizado con limón, y la Peroni cruda no pasteurizada, lanzada en 2017.
La Peroni se produce con los siguientes ingredientes:
- Agua en la proporción de cuatro litros por cada litro de cerveza, el agua dura se utiliza para la Stout, Porter, Bock y Doppelbock, mientras que el agua blanda se utiliza para la producción de Pils y Lager.
- Malta de cebada de variedad dística proveniente de diversas regiones italianas
- Maíz nostrano Peroni no OGM desarrollado junto a la Unità di Ricerca per la Maiscoltura de Bérgamo, que origina las variedades italianas Nostrano dell'Isola, Scagliolo Marne y Marano tradicionalmente cultivadas para fines alimentarios, especialmente para la producción de la polenta
- Lúpulo de variedad saaz-saaz, tettnang y willamette
- Levadura de la familia Saccharomyces, la misma utilizada para la producción de los vinos

## Variedades

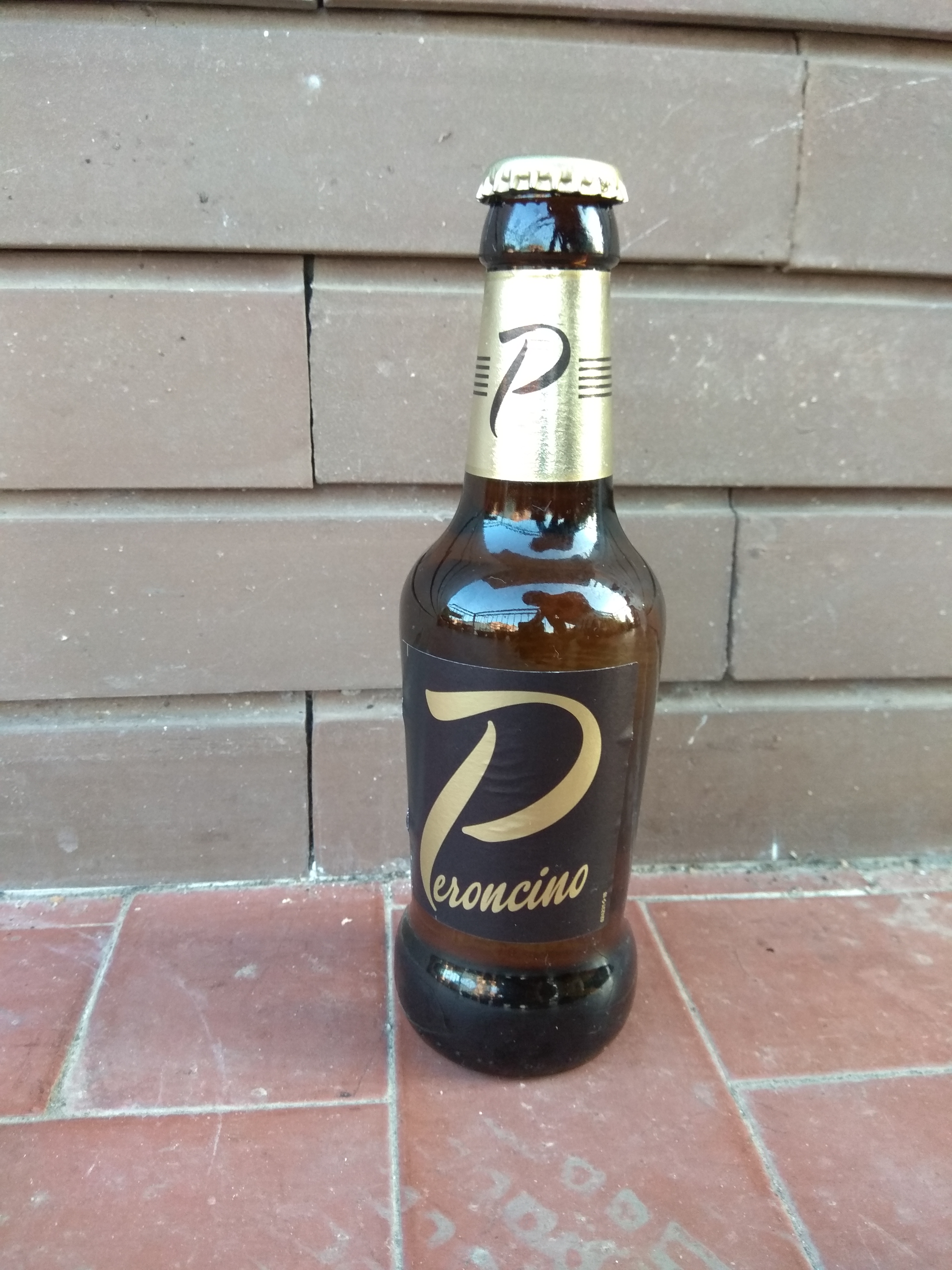
Botella de Peroncino

- Botella de PeroncinoPeroni - lager clara del color amarillo paja y del gusto ligeramente amargo, con notas de lúpulo y malta, disponible en botella de 20, 33, 66 y 75 cl y latas de 33 o 50 cl, además de tirada[23]
- Peroni Gran Riserva Puro Malto - premium lager producida utilizando malta italiana dorada caracterizada por notas de cereales tostados y lúpulo aromático, disponible en botella de 50 cl[24]
- Peroni Gran Riserva Doppio Malto - bock doble malta obtenida con malta italiana tostada, con aroma a cereales y malta tostada y ligeramente especiada, creada para celebrar los 150 años de actividad; disponible en botella de 50 cl[25]
- Peroni Gran Riserva Rossa - lager tipo Viena roja obtenida utilizando malta ámbar proveniente de Italia, de gusto corposo y con aroma a caramelo; disponible en botella de 50 cl[26]
- Peroncino - lager premium del gusto seco y con agregado de maíz; disponible únicamente en el formato en botella de 25 cl e ideada específicamente para ser consumida durante el aperitivo[27]
- Peroni Senza Gluten - versión sin gluten de la Peroni tradicional, disponible en botella de 33 cl[28]
- Peroni 3,5 - lager con características parecidas a la Peroni tradicional, pero con un grado alcohólico de 3,5%[29]
- Peroni Forte - strong lager de grado alcohólico 8%, disponible en botella de 33 cl[30]
- Peroni Chill Lemon - radler aromatizada con limón, disponible en botella de 33 cl[31]
- Peroni Cruda, lager no pasteurizada y microfiltrada a baja temperatura, caracterizada por un color amarillo paja y el retrogusto amargo del lúpulo[32]

## Archivo
El Fondo Birra Peroni srl, que comprende también un archivo fotográfico, está conservado en el Archivo Storico e Museo Birra Peroni en Roma.